# Neuchâtel Xamax Football Club Serrières 2016-2017
Questa voce raccoglie le informazioni riguardanti il Neuchâtel Xamax Football Club Serrières nelle competizioni ufficiali della stagione 2016-2017.

## Stagione
Nella stagione 2016-2017 il Neuchatel Xamax, allenato da Michel Decastel, concluse il campionato di Challenge League al 2º posto. In Coppa Svizzera il Neuchatel Xamax fu eliminato al secondo turno dal Sion.

## Rosa
| N. |                      | Ruolo | Calciatore           |
| -- | -------------------- | ----- | -------------------- |
| 1  | Svizzera (bandiera)  | P     | Valmir Sallaj        |
| 4  | Svizzera (bandiera)  | C     | Pietro Di Nardo      |
| 5  | Svizzera (bandiera)  | D     | Kiliann Witschi      |
| 6  | Svizzera (bandiera)  | D     | Léo Farine           |
| 7  | Svizzera (bandiera)  | C     | Thibault Corbaz      |
| 8  | Serbia (bandiera)    | A     | Samir Ramizi         |
| 9  | Argentina (bandiera) | A     | Dante Senger         |
| 10 | Svizzera (bandiera)  | C     | Charles-André Doudin |
| 11 | Svizzera (bandiera)  | A     | Gaëtan Karlen        |
| 12 | Svizzera (bandiera)  | C     | Max Veloso           |
| 14 | Svizzera (bandiera)  | A     | Raphaël Nuzzolo      |
| 15 | Svizzera (bandiera)  | D     | Michael Gonçalves    |
| 16 | Brasile (bandiera)   | D     | Matheus              |

| N. |                                 | Ruolo | Calciatore         |
| -- | ------------------------------- | ----- | ------------------ |
| 18 | Svizzera (bandiera)             | C     | Kwadwo Duah        |
| 19 | Svizzera (bandiera)             | D     | Azad Odabasi       |
| 20 | Bosnia ed Erzegovina (bandiera) | D     | Mustafa Sejmenović |
| 21 | Kosovo (bandiera)               | C     | Dilan Qela         |
| 22 | Svizzera (bandiera)             | C     | Safet Alić         |
| 23 | Svizzera (bandiera)             | D     | Mike Gomes         |
| 29 | Svizzera (bandiera)             | C     | Pedro Teixeira     |
| 30 | Svizzera (bandiera)             | P     | Laurent Walthert   |
| 32 | Svizzera (bandiera)             | C     | Liridon Mulaj      |
| 44 | Svizzera (bandiera)             | D     | Agonit Sallaj      |
| 55 | Svizzera (bandiera)             | D     | Igor Đurić         |
| 88 | Rep. Centrafricana (bandiera)   | A     | Frédéric Nimani    |
| 99 | Svizzera (bandiera)             | P     | Loïc Jacot         |

## Organigramma societario
Area tecnica
- Allenatore: Michel Decastel
- Allenatore in seconda: Stéphane Henchoz, José Saiz
- Preparatore dei portieri:
- Preparatori atletici:

## Calciomercato

### Sessione estiva
| Acquisti | Acquisti          | Acquisti       | Acquisti |
| R.       | Nome              | da             | Modalità |
| -------- | ----------------- | -------------- | -------- |
| D        | Michael Gonçalves | Wil            |          |
| D        | Léo Farine        | Delémont       |          |
| C        | Thibault Corbaz   | Bienne         |          |
| A        | Gaëtan Karlen     | Bienne         |          |
| C        | Astor Kilezi      | Bienne         |          |
| A        | Raphaël Nuzzolo   | Young Boys     |          |
| D        | Azad Odabasi      | Étoile Carouge |          |
| A        | Samir Ramizi      | Wohlen         |          |

| Cessioni | Cessioni              | Cessioni          | Cessioni |
| R.       | Nome                  | a                 | Modalità |
| -------- | --------------------- | ----------------- | -------- |
| D        | Cédric Zesiger        | Grasshoppers      |          |
| D        | Mickaël Facchinetti   | Thun              |          |
| D        | Adriano De Pierro     | Yverdon           |          |
| A        | Samuel Afum           | Wadi Degla        |          |
| A        | Chadrac Akolo         | Sion              |          |
| C        | Valérian Boillat      | Stade Nyonnais    |          |
| C        | Mehdi Challandes      | Yverdon           |          |
| A        | Loïc Chatton          | Soletta           |          |
| C        | Thibaut De Coulon     | Yverdon           |          |
| C        | Marco Delley          | Servette          |          |
| D        | Maël Erard            | La Chaux-de-Fonds |          |
| D        | Abdallah Manai        | La Chaux-de-Fonds |          |
| P        | Angelo Meneses-Araujo | La Chaux-de-Fonds |          |
| C        | Freddy Mveng          | Sion              |          |
| C        | Bastien Oberli        | Delémont          |          |
| A        | Andelko Savic         | Le Mont           |          |

### Sessione invernale
| Acquisti | Acquisti        | Acquisti   | Acquisti |
| R.       | Nome            | da         | Modalità |
| -------- | --------------- | ---------- | -------- |
| C        | Kwadwo Duah     | Young Boys |          |
| A        | Frédéric Nimani | Friburgo   |          |
| C        | Safet Alić      | Bienne U18 |          |

| Cessioni | Cessioni       | Cessioni          | Cessioni |
| R.       | Nome           | a                 | Modalità |
| -------- | -------------- | ----------------- | -------- |
| C        | Astor Kilezi   | Le Mont           |          |
| C        | Adrien Zbinden | La Chaux-de-Fonds |          |

## Risultati

### Challenge League

#### Prima fase, girone di andata
| Arbitro: | Hänni |

|                       |           |              |
| Karlen 26’ Doudin 49’ | Marcatori | 84’ Cadamuro |

| Wohlen 29 luglio 2016, ore 19:45 CEST 2ª giornata | Wohlen  | 0 – 0 referto | Neuchâtel Xamax | Stadion Niedermatten (1 340 spett.)\| Arbitro: \| Tschudi \| |
| Arbitro:                                          | Tschudi |               |                 |                                                              |

| Arbitro: | Bieri |

|                                 |           |                         |
| Karlen 4’ Teixeira 90’ Qela 90’ | Marcatori | 15’ Vonlanthen 48’ Akın |

| Arbitro: | Schärli |

|  |           |              |
|  | Marcatori | 56’ Teixeira |

| Arbitro: | Amhof |

|               |           |  |
| Rodríguez 60’ | Marcatori |  |

| Arbitro: | Schärer |

|                                                |           |                    |
| Corbaz 2’ Karlen 33’ Sejmenović 39’ Senger 86’ | Marcatori | 6’ (rig.) Wüthrich |

| Arbitro: | Jancevski |

|                     |           |  |
| Ramizi 60’ Qela 90’ | Marcatori |  |

| Arbitro: | Jancevski |

|            |           |                          |
| Lurati 32’ | Marcatori | 16’ Sejmenović 85’ Gomes |

| Arbitro: | Musa |

|             |           |  |
| Pimenta 30’ | Marcatori |  |

#### Prima fase, girone di ritorno
| Arbitro: | Horisberger |

|                                                    |           |            |
| Witschi 53’ Nuzzolo 64’ (rig.), 72’ Sejmenović 71’ | Marcatori | 34’ Silvio |

| Arbitro: | San |

|                    |           |                                      |
| Nuzzolo 35’ (rig.) | Marcatori | 10’, 53’ Pacar 12’ Stahel 31’ Giampà |

| Ginevra 24 ottobre 2016, ore 19:45 CEST 12ª giornata | Servette | 0 – 0 referto | Neuchâtel Xamax | Stade de Genève (4 035 spett.)\| Arbitro: \| Schnyder \| |
| Arbitro:                                             | Schnyder |               |                 |                                                          |

| Arbitro: | Pache |

|            |           |                                    |
| Ramizi 72’ | Marcatori | 21’ Schönbächler 68’ Koné 83’ Sarr |

| Arbitro: | Fähndrich |

|         |           |                                  |
| Gül 75’ | Marcatori | 47’, 77’ Nuzzolo 71’, 90’ Karlen |

| Arbitro: | Amhof |

|                             |           |  |
| Nuzzolo 24’ Karlen 84’, 90’ | Marcatori |  |

| Arbitro: | Jaccottet |

|                          |           |                            |
| Jäckle 28’ Josipovic 33’ | Marcatori | 6’, 88’ Nuzzolo 65’ Karlen |

| Arbitro: | Jancevski |

|                      |           |               |
| Ramizi 8’ Karlen 75’ | Marcatori | 14’ Zambrella |

| Wil 10 dicembre 2016, ore 17:45 CET 18ª giornata | Wil | 0 – 0 referto | Neuchâtel Xamax | IGP Arena (830 spett.)\| Arbitro: \| Gut \| |
| Arbitro:                                         | Gut |               |                 |                                             |

#### Seconda fase, girone di andata
| Arbitro: | Pache |

|                                     |           |                       |
| Sejmenović 5’ Corbaz 34’ Karlen 50’ | Marcatori | 29’ (aut.) Sejmenović |

| Arbitro: | Bieri |

|         |           |             |
| Buff 8’ | Marcatori | 70’ Nuzzolo |

| Arbitro: | Ovcharov |

|  |           |                 |
|  | Marcatori | 54’, 67’ Karlen |

| Arbitro: | Pache |

|                                    |           |           |
| Nimani 17’ Doudin 57’ Teixeira 64’ | Marcatori | 45’ Fazli |

| Arbitro: | Schnyder |

|  |           |                         |
|  | Marcatori | 18’ (rig.) Lang 47’ Gül |

| Arbitro: | Jancevski |

|  |           |                   |
|  | Marcatori | 4’ (rig.) Nuzzolo |

| Arbitro: | Pache |

|             |           |                          |
| Pimenta 45’ | Marcatori | 77’ Nuzzolo 81’ Teixeira |

| Arbitro: | Hänni |

|                                          |           |               |
| Veloso 21’ Karlen 80’ Nuzzolo 90’ (rig.) | Marcatori | 64’ Josipovic |

| Arbitro: | Pache |

|           |           |            |
| Mfuyi 70’ | Marcatori | 29’ Karlen |

#### Seconda fase, girone di ritorno
| Arbitro: | Ovcharov |

|                            |           |  |
| Nuzzolo 4’, 35’ Karlen 65’ | Marcatori |  |

| Arbitro: | Amhof |

|              |           |             |
| Teixeira 87’ | Marcatori | 50’ Dwamena |

| Arbitro: | Horisberger |

|               |           |                              |
| Castroman 81’ | Marcatori | 16’ Karlen 86’ (aut.) Bičvić |

| Arbitro: | Jancevski |

|  |           |                                      |
|  | Marcatori | 54’, 80’ Nuzzolo 68’ Doudin 90’ Duah |

| Arbitro: | Klossner |

|              |           |  |
| Teixeira 48’ | Marcatori |  |

| Arbitro: | Schärli |

|                           |           |            |
| Paulinho 45’ Del Toro 67’ | Marcatori | 88’ Senger |

| Arbitro: | Superczynski |

|                         |           |                          |
| Nuzzolo 17’, 20’ (rig.) | Marcatori | 47’ Sessolo 83’ Bengondo |

| Arbitro: | Cibelli |

|                                        |           |            |
| Karlen 3’, 74’ Teixeira 17’ Veloso 82’ | Marcatori | 78’ Silvio |

| Arbitro: | Dudic |

|                  |           |  |
| Rossini 30’, 63’ | Marcatori |  |

### Coppa Svizzera
| 13 agosto 2016, ore 20:00 CEST Primo turno | Arbedo-Castione | 0 – 5 | Neuchâtel Xamax |  |

| Neuchâtel 18 settembre 2016, ore 16:00 CEST Secondo turno                                                                             | Neuchâtel Xamax | 3 – 4 referto                                             | Sion | La Maladière (7 219 spett.) |
| \| \| \| \| \| Veloso 26’ (rig.), 71’ Nuzzolo 67’ (rig.) \| Marcatori \| 4’ Zverotić 36’ (rig.) Ziegler 72’ Carlitos 84’ Itaperuna \| |                 |                                                           |      |                             |
| |                 |                                                           |      |                             |
| Veloso 26’ (rig.), 71’ Nuzzolo 67’ (rig.)                                                                                             | Marcatori       | 4’ Zverotić 36’ (rig.) Ziegler 72’ Carlitos 84’ Itaperuna |      |                             |

## Statistiche

### Statistiche di squadra
| Competizione     | Punti | In casa | In casa | In casa | In casa | In casa | In casa | In trasferta | In trasferta | In trasferta | In trasferta | In trasferta | In trasferta | Totale | Totale | Totale | Totale | Totale | Totale | DR  |
| Competizione     | Punti | G       | V       | N       | P       | Gf      | Gs      | G            | V            | N            | P            | Gf           | Gs           | G      | V      | N      | P      | Gf     | Gs     | DR  |
| ---------------- | ----- | ------- | ------- | ------- | ------- | ------- | ------- | ------------ | ------------ | ------------ | ------------ | ------------ | ------------ | ------ | ------ | ------ | ------ | ------ | ------ | --- |
| Challenge League | 73    | 18      | 13      | 2       | 3       | 42      | 22      | 18           | 9            | 5            | 4            | 24           | 14           | 36     | 22     | 7      | 7      | 66     | 36     | +30 |
| Coppa Svizzera   | -     | 1       | 0       | 0       | 1       | 3       | 4       | 1            | 1            | 0            | 0            | 5            | 0            | 2      | 1      | 0      | 1      | 8      | 4      | +4  |
| Totale           | 73    | 19      | 13      | 2       | 4       | 45      | 26      | 19           | 10           | 5            | 4            | 29           | 14           | 38     | 23     | 7      | 8      | 74     | 40     | +34 |

### Andamento in campionato
| Giornata  | 1 | 2 | 3 | 4 | 5 | 6 | 7 | 8 | 9 | 10 | 11 | 12 | 13 | 14 | 15 | 16 | 17 | 18 | 19 | 20 | 21 | 22 | 23 | 24 | 25 | 26 | 27 | 28 | 29 | 30 | 31 | 32 | 33 | 34 | 35 | 36 |
| --------- | - | - | - | - | - | - | - | - | - | -- | -- | -- | -- | -- | -- | -- | -- | -- | -- | -- | -- | -- | -- | -- | -- | -- | -- | -- | -- | -- | -- | -- | -- | -- | -- | -- |
| Luogo     | C | T | C | T | T | C | C | T | T | C  | C  | T  | C  | T  | C  | T  | C  | T  | C  | T  | T  | C  | C  | T  | T  | C  | T  | C  | C  | T  | T  | C  | T  | C  | C  | T  |
| Risultato | V | N | V | V | P | V | V | V | P | V  | P  | N  | P  | V  | V  | V  | V  | N  | V  | N  | V  | V  | P  | V  | V  | V  | N  | V  | N  | V  | V  | V  | P  | N  | V  | P  |
| Posizione | 3 | 5 | 3 | 2 | 3 | 2 | 2 | 2 | 2 | 2  | 2  | 2  | 2  | 2  | 2  | 2  | 2  | 2  | 2  | 2  | 2  | 2  | 2  | 2  | 2  | 2  | 2  | 2  | 2  | 2  | 2  | 2  | 2  | 2  | 2  | 2  |

Legenda:

Luogo: C = Casa; T = Trasferta. Risultato: V = Vittoria; N = Pareggio; P = Sconfitta.

### Statistiche dei giocatori
| Giocatore      | Challenge League | Challenge League | Challenge League | Challenge League | Coppa Svizzera | Coppa Svizzera | Coppa Svizzera | Coppa Svizzera | Totale   | Totale | Totale      | Totale     |
| Giocatore      | Presenze         | Reti             | Ammonizioni      | Espulsioni       | Presenze       | Reti           | Ammonizioni    | Espulsioni     | Presenze | Reti   | Ammonizioni | Espulsioni |
| -------------- | ---------------- | ---------------- | ---------------- | ---------------- | -------------- | -------------- | -------------- | -------------- | -------- | ------ | ----------- | ---------- |
| S. Alić        | 1                | 0                | 0                | 0                | 0              | 0              | 0              | 0              | 1        | 0      | 0           | 0          |
| T. Corbaz      | 25               | 2                | 2                | 0                | 1              | 0              | 0              | 0              | 26       | 2      | 2           | 0          |
| P. Di Nardo    | 32               | 0                | 7                | 0                | 1              | 0              | 1              | 0              | 33       | 0      | 8           | 0          |
| C. Doudin      | 25               | 3                | 2                | 1                | 0              | 0              | 0              | 0              | 25       | 3      | 2           | 1          |
| K. Duah        | 11               | 1                | 0                | 0                | 0              | 0              | 0              | 0              | 11       | 1      | 0           | 0          |
| M. Facchinetti | 4                | 0                | 1                | 0                | 0              | 0              | 0              | 0              | 4        | 0      | 1           | 0          |
| L. Farine      | 0                | 0                | 0                | 0                | 0              | 0              | 0              | 0              | 0        | 0      | 0           | 0          |
| M. Gomes       | 36               | 1                | 3                | 0                | 1              | 0              | 0              | 0              | 37       | 1      | 3           | 0          |
| M. Gonçalves   | 15               | 0                | 2                | 0                | 1              | 0              | 0              | 0              | 16       | 0      | 2           | 0          |
| L. Jacot       | 0                | 0                | 0                | 0                | 0              | 0              | 0              | 0              | 0        | 0      | 0           | 0          |
| G. Karlen      | 36               | 18               | 2                | 0                | 1              | 0              | 0              | 0              | 37       | 18     | 2           | 0          |
| A. Kilezi      | 9                | 0                | 0                | 0                | 0              | 0              | 0              | 0              | 9        | 0      | 0           | 0          |
| M. Matheus     | 12               | 0                | 5                | 0                | 0              | 0              | 0              | 0              | 12       | 0      | 5           | 0          |
| L. Mulaj       | 2                | 0                | 0                | 0                | 0              | 0              | 0              | 0              | 2        | 0      | 0           | 0          |
| F. Nimani      | 13               | 1                | 2                | 0                | 0              | 0              | 0              | 0              | 13       | 1      | 2           | 0          |
| R. Nuzzolo     | 33               | 18               | 8                | 0                | 1              | 1              | 0              | 0              | 34       | 19     | 8           | 0          |
| A. Odabasi     | 12               | 0                | 0                | 0                | 1              | 0              | 0              | 0              | 13       | 0      | 0           | 0          |
| D. Qela        | 14               | 2                | 4                | 0                | 1              | 0              | 0              | 0              | 15       | 2      | 4           | 0          |
| S. Ramizi      | 31               | 3                | 4                | 0                | 0              | 0              | 0              | 0              | 31       | 3      | 4           | 0          |
| A. Sallaj      | 0                | 0                | 0                | 0                | 0              | 0              | 0              | 0              | 0        | 0      | 0           | 0          |
| V. Sallaj      | 1                | 0                | 0                | 0                | 0              | 0              | 0              | 0              | 1        | 0      | 0           | 0          |
| M. Sejmenović  | 32               | 4                | 3                | 0                | 1              | 0              | 0              | 0              | 33       | 4      | 3           | 0          |
| D. Senger      | 17               | 2                | 1                | 0                | 1              | 0              | 0              | 0              | 18       | 2      | 1           | 0          |
| P. Teixeira    | 24               | 7                | 2                | 0                | 0              | 0              | 0              | 0              | 24       | 7      | 2           | 0          |
| M. Veloso      | 33               | 2                | 4                | 0                | 1              | 2              | 1              | 0              | 34       | 4      | 5           | 0          |
| L. Walthert    | 35               | 0                | 3                | 0                | 1              | 0              | 0              | 0              | 36       | 0      | 3           | 0          |
| K. Witschi     | 15               | 1                | 5                | 0                | 1              | 0              | 1              | 0              | 16       | 1      | 6           | 0          |
| A. Zbinden     | 6                | 0                | 1                | 0                | 1              | 0              | 0              | 0              | 7        | 0      | 1           | 0          |
| C. Zesiger     | 6                | 0                | 3                | 0                | 0              | 0              | 0              | 0              | 6        | 0      | 3           | 0          |
| I. Đurić       | 19               | 0                | 5                | 1                | 0              | 0              | 0              | 0              | 19       | 0      | 5           | 1          |